# Ingazeira
Ingazeira is een gemeente in de Braziliaanse deelstaat Pernambuco. De gemeente telt 4.561 inwoners (schatting 2009).